# Llista d'ocells de Tuamotu
Aquesta llista d'ocells de Tuamotu inclou totes les espècies d'ocells trobats a Tuamotu: 56, de les quals 10 en són endemismes, 13 es troben globalment en perill d'extinció i 3 hi foren introduïdes.
Els ocells s'ordenen per famílies i espècies:

## Diomedeidae
- Diomedea epomophora
- Thalassarche melanophris

## Procellariidae
- Macronectes giganteus
- Pterodroma alba
- Pterodroma ultima
- Pterodroma neglecta
- Pterodroma arminjoniana
- Halobaena caerulea
- Procellaria cinerea
- Puffinus pacificus
- Puffinus tenuirostris
- Puffinus nativitatis
- Puffinus lherminieri

## Hydrobatidae
- Pelagodroma marina
- Nesofregetta fuliginosa

## Phaethontidae
- Phaethon rubricauda
- Phaethon lepturus

## Sulidae
- Sula dactylatra
- Sula sula
- Sula leucogaster

## Fregatidae
- Fregata minor
- Fregata ariel

## Ardeidae
- Egretta sacra

## Anatidae
- Anas clypeata

## Phasianidae
- Gallus gallus

## Rallidae
- Porzana tabuensis

## Charadriidae
- Pluvialis fulva

## Scolopacidae
- Numenius tahitiensis
- Heterosceles incanus
- Prosobonia cancellata
- Arenaria interpres
- Calidris alba
- Calidris melanotos

## Sternidae
- Sterna bergii
- Onychoprion lunata
- Onychoprion fuscata
- Anous minutus
- Anous stolidus
- Procelsterna cerulea
- Gygis alba

## Columbidae
- Columba livia
- Gallicolumba erythroptera
- Ptilinopus chalcurus
- Ptilinopus coralensis
- Ptilinopus mercierii
- Ducula pacifica
- Ducula aurorae

## Psittacidae
- Vini peruviana

## Cuculidae
- Eudynamys taitensis

## Alcedinidae
- Todirhamphus gambieri

## Sylviidae
- Acrocephalus atyphus

## Monarchidae
- Pomarea iphis
- Pomarea mendozae
- Pomarea whitneyi

## Zosteropidae
- Zosterops lateralis

## Sturnidae
- Acridotheres tristis

## Estrildidae
- Neochmia temporalis[1]